# هانز إكلوند
هانز إكلوند (بالسويدية: Hans Eklund) مواليد 16 أبريل 1969 في السويد، هو لاعب كرة قدم سويدي سابق كان يلعب كمهاجم.

## المسيرة الاحترافية

### أندية لعب لها
- نادي سيرفيت
- نادي داليان شيدا
- نادي هلسينغبورغ

## روابط خارجية
- هانز إكلوند على موقع اتحاد السويد (السويدية)
- هانز إكلوند على موقع قاعدة بيانات كرة القدم.إي يو (الإنجليزية)
- هانز إكلوند على موقع ناشيونال فوتبول تيمز (الإنجليزية)
- هانز إكلوند على موقع عالم كرة القدم.نت (الإنجليزية)